# Američki Djevičanski otoci
Američki Djevičanski otoci (eng. United States Virgin Islands) su otočna grupa Malih Antila u Karipskom moru, istočno od Portorika. Otoci su dio Američkih vanjskih područja.

## Zemljopis i klima
Američke Djevičanske otoke čine četiri veća otoka, Saint Croix, Saint John, Saint Thomas i Water Island te mnogi manji otoci. Krajolik je većim dijelom kamenit i brežuljkast do brdovit s vrlo malo ravnica. Najviša točka ima 474 m. Na području otoka Saint John i Saint Thomas se nalazi američki nacionalni park Virgin Islands.
Otoci imaju suptropsku klimu ublaženu istočnim vjetrom s niskim postotkom vlage u zraku i neznatnim razlikama u temperaturi tijekom godine. Kišno razdoblje je od svibnja do studenog. Otoci leže uz prolaz Anegada kojim prolaze brodovi na putu prema Panamskom kanalu.
Zadnjih godina su otoci bili izloženi brojnim tropskim olujama. S druge strane, česte su vrlo izražene suše ali i poplave, a povremeno se događaju i potresi. Na otocima nema izvora pitke vode.

## Stanovništvo
Danas na otocima živi oko 125.000 stanovnika. 42% stanovništva su baptisti, 34% katolici i 17 % pripadaju anglikanskoj crkvi. Uz engleski koji je službeni jezik, na otocima se govore još španjolski i kreolski.

## Povijest
Kad je Kristofor Kolumbo 1493 godine stigao do ovih otoka, na njima su živjeli prastanovnici tih područja, Ciboneyi, Caribi, Arawaci i druga indijanska plemena.  Njihov broj i ljepota potakli su ga da otoke nazove "otoci djevica" (Santa Ursula y las Once Mil Virgines ili, kratko Las Virgines) prema legendi o svetoj Ursuli i njenih 11.000 pratilja koje su, navodno, kod Kölna prošle svoj martirij. 
Nakon desetljeća opustjelosti, godine 1657. skupina Nizozemaca osnovala je prvu naseobinu, te ju zbog teških životnih uvjeta ubrzo napustila, odselivši se na područje današnjeg New Yorka. Nekoliko godina potom, danski kapetan Erik Nielsen Schmidt dobio je odobrenje od kralja Fredericka II. preuzeti vlast na otocima, i on je bio prvi kraljevski guverner. Zajedno s Kjeltom Jensenom Slagelsom, Schmidt je na otok St. Thomas stigao 1. siječnja 1666. godine. Tamo su odmah sagradili tvrđavu Bluebeard, izvjesivši na njoj dansku zastavu. Kako je guverner Schmidt vrlo brzo umro, Slagelse je preuzeo ulogu guvernera nad tom malom naseobinom. Nešto kasnije Slagelse se vraća u Dansku, gdje je uspio prikupiti nove naseljenike, među kojima je bio i 61 robijaš. Umjesto uobičajenih šest mjeseci, putovanje na jedrenjaku Fero trajalo je skoro godinu, tako da su u prorijeđenom sastavu stigli u St. Thomas 1671. godine. Od 128 osoba na putu je preminulo 80, zajedno sa Slagelseom.
Naselje je počelo naglo rasti pošto se razvila trgovina robljem, u kojoj je danskozapadnoindijska kompanija, sa sjedištem u St. Thomasu, odigrala veliku ulogu. Robovi su radili na plantažama šećerne trske, a prodane robove prevozili bi i na ostale otoke. Zahvaljujući liberalnim danskim trgovačkim zakonima, Charlotte Amalie razvio se u slobodnu trgovačku luku gdje su čak i gusari mogli prodavati opljačkanu robu. Danska uprava trajala je sve do 31. ožujka 1917., kada su St. Croix, St. John i St. Thomas prodani SAD-u za 25 000 000 zlatnih dolara. Amerikanci su platili 296 dolara po jednom jutru površine, a za usporedbu Aljaska je kupljena za samo 2 centa po jutru.
Do 17. stoljeća ovi su otoci ostali u posjedu Danske. Godine 1672. su danski naseljenici osnovali na Saint Thomasu prvo naselje. Danska Zapadnoindijska kompanija i predstavnici Brandenburga sklopili su 1685. ugovor o najmu kojim je dio Saint Thomasa iznajmljen Brandenburgu. Već 1689. Brandenburg je zaposjeo Otok Rakova između Saint Thomasa i Portorika.
Godine 1693. su Danci ponovo, bez ikakvog otpora, preuzeli posjede koje je Brandenburg smatrao svojima. Nakon toga su na njima vlast ustanovile razne europske države - Španjolska, Engleska, Nizozemska, Malteški vitezovi, Francuska, i konačno Danska, koja je ustanovila vlast nad svim otocima godine 1733. Temelj ekonomije je bilo uzgajanje šećerne trske i korištenje robovske snage sve dok ropstvo 17. srpnja 1848. nije ukinuto ukazom lokalnog guvernera. Pruski kralj Fridrich Wilhelm I. je 13. kolovoza 1720. potpisao dokument kojim odstupa sva ranija brandenburška područja u Africi (Arguin/Zlatnu obalu/Ganu) i Saint Thomas (Djevičanski otoci SAD) nizozemskom trgovačkom društvu. Saint Croix, koji je do tada bio francuski posjed, 1733. su kupili Danci. Robovi su se 1848. pobunili protiv Danaca.
Za vrijeme prvog svjetskog rata su se SAD bojale da bi Njemačka mogla okupirati Dansku i otoke koristiti kao bazu za svoje podmornice. Zato je Danskoj ponuđeno da otoke proda za 25 milijuna USD. Danska vlada je to shvatila kao ultimatum i popustila. Sporazum o prodaji potpisan je 4. kolovoza 1916. godine. Senat Sjedinjenih Američkih Država potvrdio je sporazum 7. rujna 1916. godine. Sporazum je prošao na referendumu 14. prosinca 1916. Sve je dovršeno iduće godine, kad je Danska prenijela suverenitet 17 siječnja 1917. na SAD. Svim stanovnicima je godine 1927. dano američko državljanstvo. 
Otoci od godine 1970. uživaju lokalnu samoupravu, biraju vlastitog guvernera te šalju jednog delegata u Kongres SAD, koji, pak nema pravo glasa, ali sudjeluje u radu kongresnih odbora. Slično kao i Portoriku, stanovništvo je podijeljeno oko toga želi li potpunu nezavisnost, status američke savezne države ili status quo.

## Gospodarstvo
Težište otoka leži na turizmu koji u ukupnom društvenom proizvodu sudjeluje s više od 70% i zapošljava oko 70% zaposlenih. Svake godine otoke posjećuje prosječno oko 2 milijuna turista.
Industrija se sastoji od rafinerija nafte i proizvodnje tekstila, elektronike, farmaceutskih proizvoda i sklapanja satova.
Poljoprivreda je zanemariva. Većina prehrambenih proizvoda se mora uvoziti.
Međunarodna trgovina kao i financijski sektor su mali dio gospodarstva, ali imaju vrlo brzi rast, pa se očekuje da će njihov udio u gospodarstvu otoka uskoro značajno porasti.
Jedna od najvećih rafinerija na svijetu nalazi se na Saint Croixu.

## Promet
Cestovna mreža otoka duga je ukupno 856 km. Ovi otoci su jedini posjed SAD-a gdje se promet odvija lijevom stranom. Saint Thomas ima jednu od najboljih prirodnih luka Kariba. Osim toga, jako dobre su i luke u Christianstedu, Cruz Bayu i Port Alucroixu.